# Col de Xiard
Le col de Xiard est un col non carrossable situé dans le département des Vosges en France. Il s'élève à une altitude de 766 m et relie la communauté de communes des Hautes Vosges et la communauté de communes de la Porte des Vosges Méridionales.
Aucune route bitumée ne conduit au col de Xiard. Du côté de la vallée de la Moselle, la route carrossable et étroite qui longe le ruisseau du Reherrey devient sentier forestier à partir de la dernière ferme isolée du hameau Reherrey. Un panneau d’interdiction à tous les véhicules à moteur interdit l’accès côté ouest ; il faut cinquante minutes pour atteindre le col à pied à partir de Reherrey. Sur la façade orientale donnant sur la vallée de la Moselotte, la route en provenance de Thiéfosse s’arrête aux fermes isolées des Fossés. L’accès se fait pour les véhicules autorisés (forestiers, responsables de la réserve biologique par exemple) par un sentier forestier encore carrossable qui va en direction du col du Rhamné (855 m) puis de Morbieux (791 m).
Le col de Xiard marque les limites du canton de La Bresse (anciennement canton de Saulxures-sur-Moselotte avant le rattachement à celui de La Bresse) à l’est et du canton de Remiremont à l’ouest. Les deux cantons sont dans l’arrondissement d’Épinal. De ce fait, le col de Xiard fait la jonction entre l’aire urbaine de La Bresse avec le pays de Remiremont. Il délimite les territoires communaux de Thiéfosse et Vagney (Zainvillers) avec Vecoux à l’ouest.

## Toponymie
Le col du Xiard et le lieu-dit forestier proche Trez de Xiard font référence au terme essart qui se prononce de manières diverses dans la montagne riche en variantes dialectales vosgiennes au sein de la famille du lorrain (Variantes xard, xié, hhié, hhiâ, hhià, Xette, Sart ou Sarte). Il s’agit d’un terrain communal ou ducal loué et mis en culture.
Dans les publications anciennes, la graphie en /X/ a souvent été utilisée pour rendre le phonème lorrain /HH/. Plus rarement, on peut lire le graphème /KH/. À moins d’être local et patoisant, il n’est pas possible de deviner la prononciation authentique du mot. Par ailleurs, comme le patois vosgien est en voie d‘extinction, même les Vosgiens prononceront spontanément le mot avec /KS/ (prononcé en français : [ksiaʁ]). La graphie en /HH/ s’est revanche démocratisée dans les publications scientifiques plus récentes indépendamment des formes retenues dans la toponymie officielle. La prononciation patoisante serait : /xja:/ ou pour le bassin à la limite de l’aire franc-comtoise avec la chuintante (/ʃja:/).

## Géographie
Le col de Xiard passe de l’endroit de Vecoux et Dommartin-lès-Remiremont à l’envers de Thiéfosse qui s’étend de la côte de Fraine jusqu’à la gorge de Crosery. Le contraste entre les deux se manifeste à vue d’œil sur le terrain car l’envers est défriché et exploité plus en altitude que l’endroit sur la façade occidentale. Le passage entre la forêt dense et ombragée du vallon du versant occidental se fait sans transition avec les trouées plus éclairées et moins boisées du versant oriental.
Sur l’envers, les essarts atteignent une altitude de 795 m, un peu plus haut que le col lui-même, en direction des autres cols non carrossables le long de la ligne de crête vers le sud-est. À proximité immédiate du Xiard, on trouve trois fermes vosgiennes traditionnelles qui ont été rénovées pour un usage plus résidentiel. Les voies d’accès sont les routes vicinales des Fossés et de l’Envers, le chemin de la Charme et le chemin de la Gibolerie. Les lieux-dits de l’envers essarté un peu plus en contrebas du col sont Péchimont (480 m), les Gouttes (510 m), la Gotelle (700 m), les Fossés (686 m), les Tonneux (795 m) et la Gibolerie (642 m). Le chemin de la Gibolerie longeant la côte à travers la forêt mène aux écarts d’altitude de Heutitry (666 m), Saurifaing (676 m) et la Selle (700 m). Les trois derniers lieux-dits se trouvent dans le vallon encaissé du ruisseau de l’Envers de Thiéfosse. Partout, l’habitat est y très dispersé selon le schéma classique de l’habitat de montagne dans les Vosges du Sud.
Les études successives ont montré que, malgré la position défavorable sur l’ubac, les défrichements ont réussi à gagner les hauteurs en exploitant les sites mieux exposés, notamment au niveau des replats. Par une maquette, des chercheurs de l’INRA ont montré que les ombres portées par les divers reliefs ont directement influé sur l’implantation des fermes d’altitude et les massifs forestiers. Les pentes orientées nord-ouest atténuent quelque peu les facteurs défavorables de l’orientation. Dans l’ensemble du massif des Vosges du Sud, les versants les moins boisés sont généralement à l’est et au sud. Le versant de la vallée de la Moselotte correspond par conséquent davantage à l’image que l’on a habituellement du paysage agraire des Hautes Vosges à l’instar des régions de Gérardmer et de La Bresse plus connues des touristes. Ceci étant, ces régions touristiques actuelles faisaient partie au Moyen Âge du très grand ban de Vagney dont le col de Xiard était la limite. La base foncière de cette région vosgienne reposait sur une maison-bloc de grande taille abritant hommes et bêtes au milieu d’un terrain de quelques hectares souvent très pentus. Le mur pignon arrière donnant accès au « soleil » (nom local de la partie engrangement de la ferme) donne directement sur le chemin principal pour prou profiter de la pente, mais surtout parce que la forêt sur les sommets protègent clairement des intempéries du sud-ouest. Les prés juste en-dessous de la maison principale devaient être « fermés, royés, fumoyés » c’est-à-dire entourés de murets grossiers, pourvus de rigoles d’irrigation et amendés par épandage de fumier ou lisier. De nos jours, l’envers de Thiéfosse est composé de friches avec un avenir économique plus qu’incertain sur le plan agricole.
Concernant l’endroit orienté plein ouest, le taux de boisement y est très élevé. Cela tient au fait que l’accès au col se fait par un vallon très resserré le long du ruisseau de Reherrey entre le massif du Désert et le Bambois de Reherrey au nord, celui du Haut Planois, du Fays et de la Saye au sud. Les écarts défrichés et habités sont dans le thalweg au lieu-dit Hanaupré (546 m) et Reherrey (490 m). Le flottage du bois n'y est pas possible, y compris à bûches perdues. La plupart des fermes dispersées sont aujourd’hui des ruines et les anciens prés de pâture sur les hauteurs ont été reconquis par la forêt. Une des curiosités du vallon de Reherrey en direction du col de Xiard est la source chaude du lieu-dit Chaudefontaine à 565 m d’altitude. L’eau sort toute l’année à 21 °C. Sa composition se rapproche de celle de la station thermale de Plombières-les-Bains. Sur ce versant, le schéma traditionnel de la ferme sur pente se substitue à un habitat implanté davantage en fond de vallée sur des replats de la pente. En longeant le chemin vicinal, les fermes se succèdent en fonction des facteurs d’implantation vitaux comme la présence d'une source. Le type de la maison est le même que sur le versant oriental : la maison-bloc à trois travées perpendiculaires au mur pignon, plus en largeur que le modèle lorrain du plateau et de la plaine sous-vosgienne. La porte cochère et l’entrée de la partie habitat sont orientées vers l’est, donc vers le col, afin de se protéger des intempéries provenant traditionnellement du sud-ouest dans la région. À Reherrey, on peut parler d’un écart ou hameau puisque plusieurs fermes cohabitent sur un espace plus resserré que d’habitude dans l’habitat dispersé montagnard.

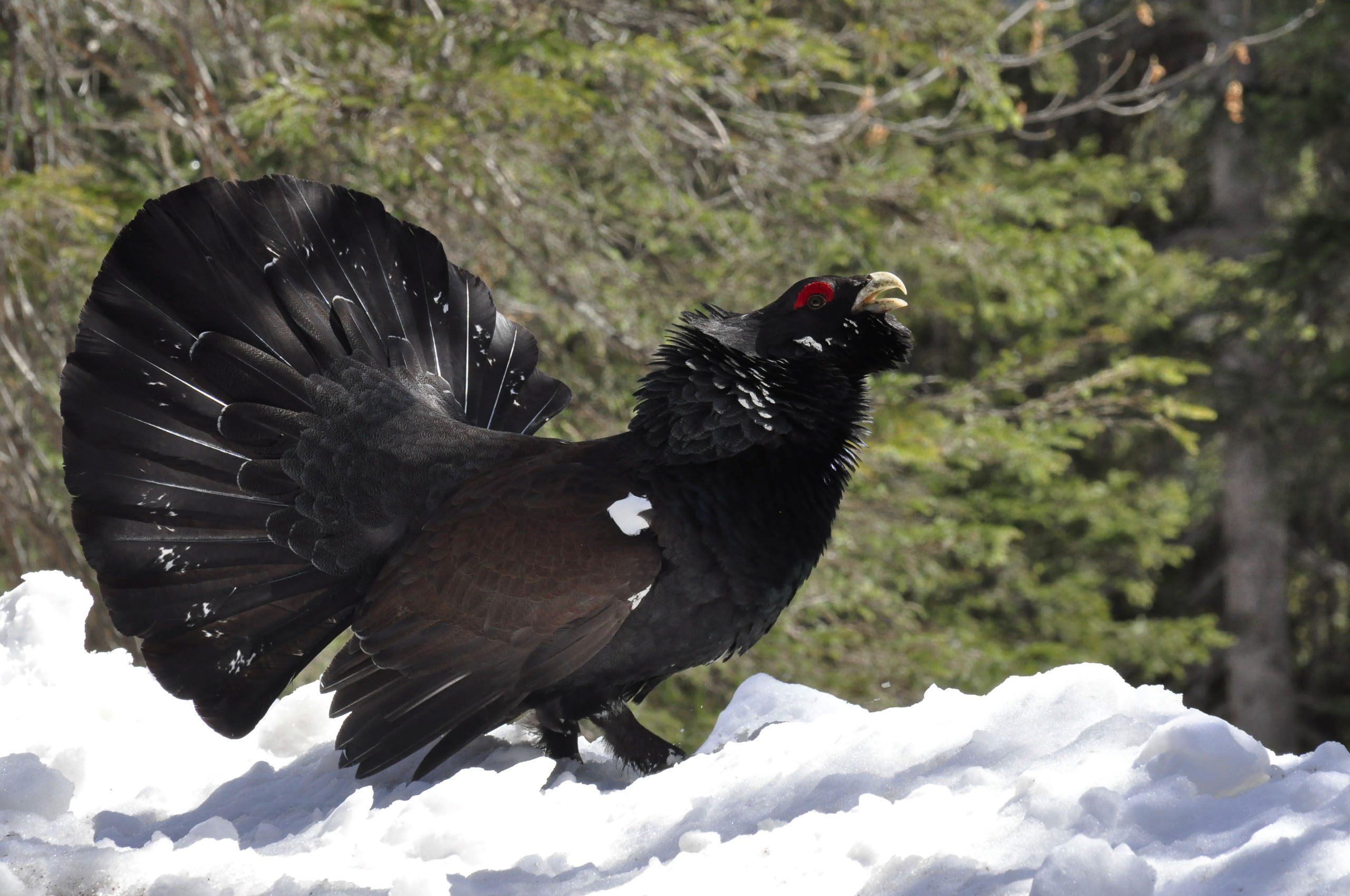
Grand tétras qui se maintient encore dans le secteur de la tourbière des Charmes.

Si l’on considère l’axe nord-sud c’est-à-dire la ligne de crête depuis la tête de Houé (846 m) jusqu’au Groffer (898 m), le col de Xiard s’intègre dans une série de cols non carrossables — col de Broché (884 m), col du Rhamné — qui caractérisent ce massif entre la large vallée de la Moselle et la petite vallée de la Moselotte. Jusqu’à aujourd’hui, il n’est pas possible de traverser ces hauteurs par une route entre le col de Cheneau (523 m) au nord et le col de Morbieux au sud. On peut s’en étonner puisqu’il ne s’agit pas d’un massif montagneux infranchissable. Toutes les voies bitumées s’arrêtent côté endroit et envers à quelques kilomètres des cols. Il faut à titre indicatif deux heures de marche pour relier le col de Xiard au col du Rhamné. Les spécialistes se réjouissent à postériori de la très faible fréquentation du massif sur des siècles car la conservation de milieux naturels et d’espèces animales et végétales n’aurait peut-être pas été possible si le tourisme s’était développé davantage et si l’accès aux cols avaient été facilité. À moins d’un kilomètre du col de Xiard avec un petit dénivelé de 47 m se trouve par exemple la réserve naturelle régionale de la tourbière des Charmes. Cette tourbière est la plus étendue du massif des Vosges et a été créée le 28 mars 2008. La tourbe peut atteindre 7 mètres d’épaisseur et offre un cadre de vie apaisé à de nombreux animaux sensibles et un biotope favorable à des espèces de plantes particulières comme le champignon Pseudombrophila petrakii qui pousse sur les fientes du grand tétras. La présence de la tourbière avec sapinières à myrtilles favorisent en effet le maintien du grand tétras dont le nombre de mâles chanteurs reste stable dans le massif de Longegoutte alors que cet oiseau disparaît sensiblement dans tout le massif vosgien en dehors des zones très protégées. Le Grand Tétras étant considéré comme un indicateur de la qualité du milieu et étant reconnu comme une espèce parapluie, la qualité des habitats naturels du site Natura 2000 à Longegoutte-Géhant est favorable et très favorable pour l’accueil du coq de bruyère pour 31 % de la surface du secteur comparés aux 24 % de la surface cumulée des habitats très favorables et favorables de l’ensemble de la zone de protection spéciale (ZPS). La gestion forestière mise en œuvre dans le cadre du projet Natura 2000 contribue également à maintenir ou à améliorer la qualité des habitats d’autres espèces d’oiseaux d’intérêt communautaire comme la chouette de Tengmalm ou la gélinotte des bois par entre autres.
Cette tourbière est enchâssée dans la réserve biologique dirigée de Longegoutte qui longe la frontière cantonale sur la ligne de crête. Elle a été créée le 12 juillet 1997. C'est « un espace protégé en milieu forestier, ou en milieu associé à la forêt (landes, mares, tourbières, dunes), dans lequel une gestion conservatoire visant la protection d'espèces et d'habitats remarquables ou menacés est mise en place. ». Sur le pourtour de la tourbière poussent des bouleaux qui donnent l’aspect d’un pays russe ou scandinave. En réalité, ils révèlent les anciens fronts de taille réalisés par la population locale pour s’alimenter en tourbe comme « charbon du pauvre ». Ce fut notamment encore le cas pendant la Seconde Guerre mondiale. La tourbe des Charmes a été extraite comme combustible au XIXe siècle pour alimenter les usines de l’industrie textile de la vallée de la Moselle.

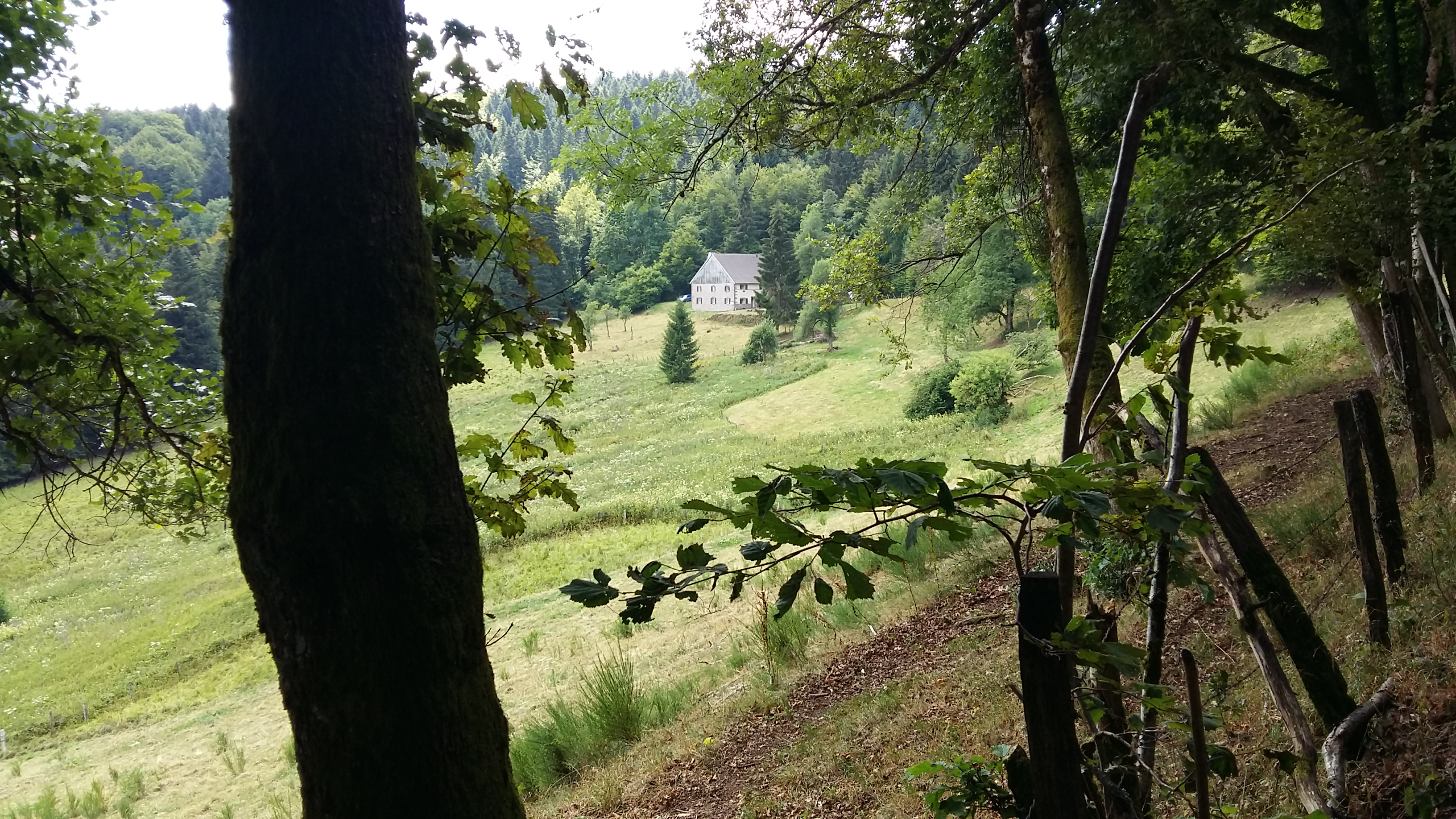
Ferme vosgienne au-dessus du col de Xiard, versant de Thiéfosse.
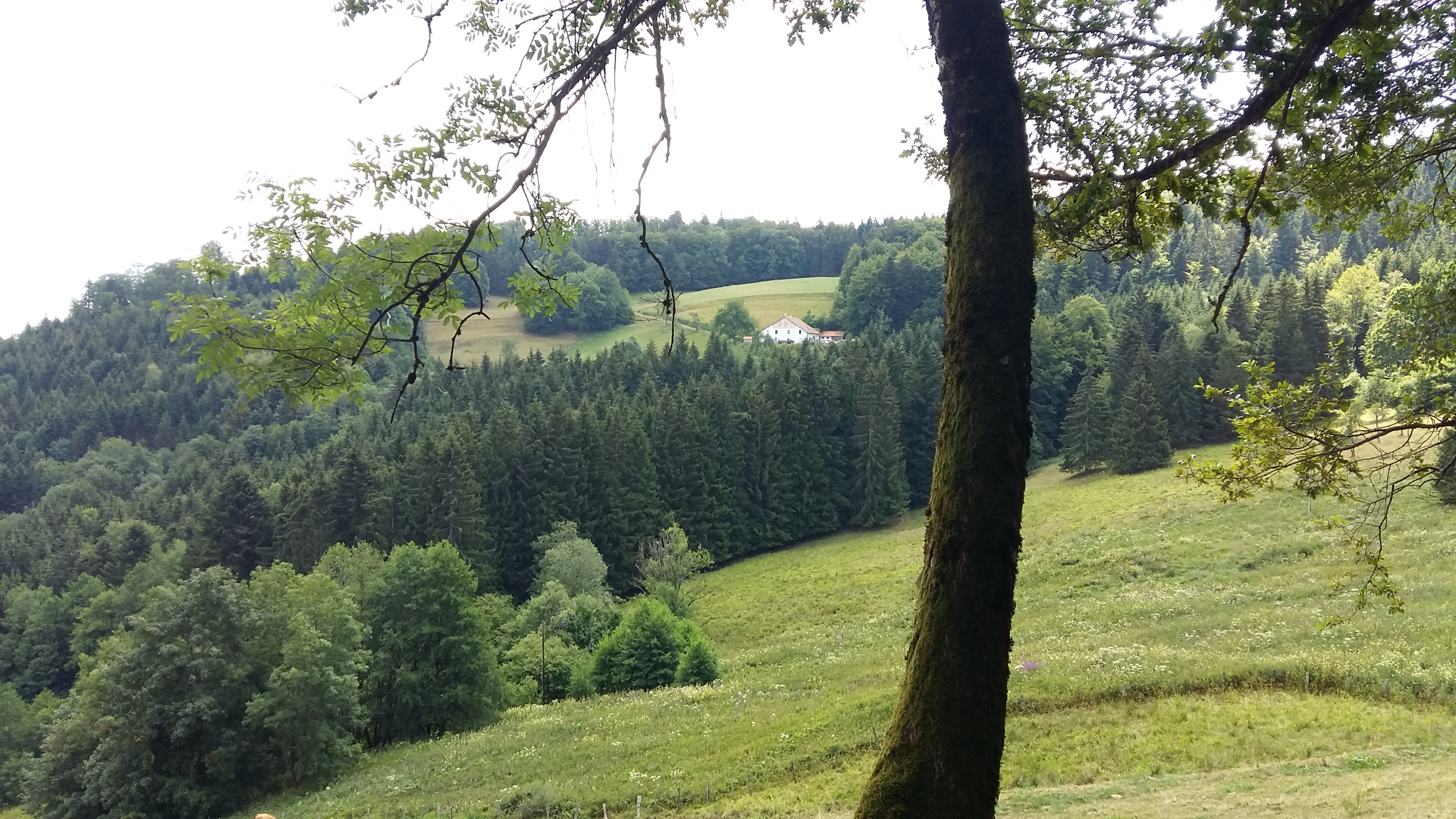
Ferme vosgienne des hauteurs du col de Xiard.
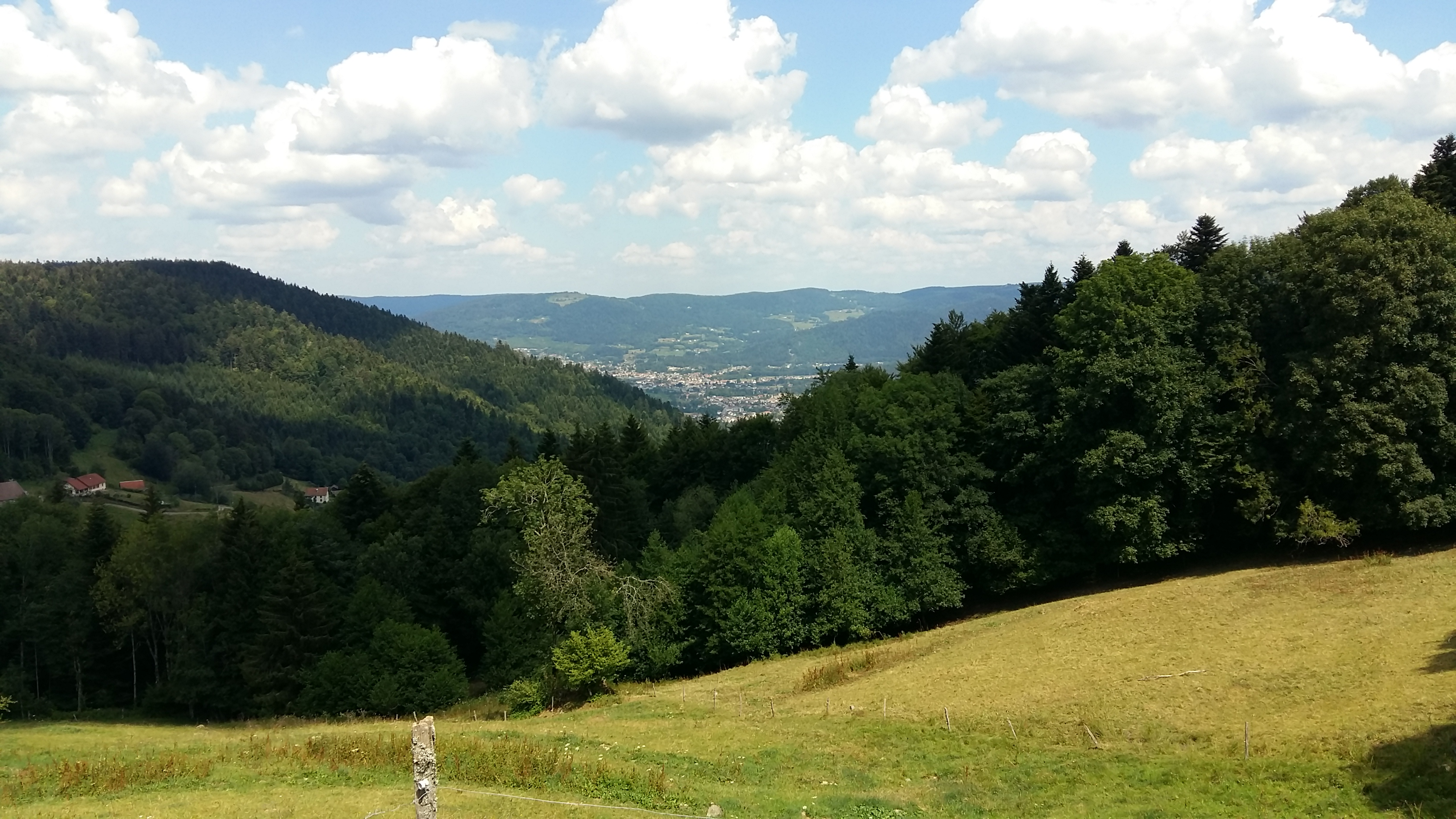
Vue sur la vallée de la Moselotte depuis le col de Xiard.
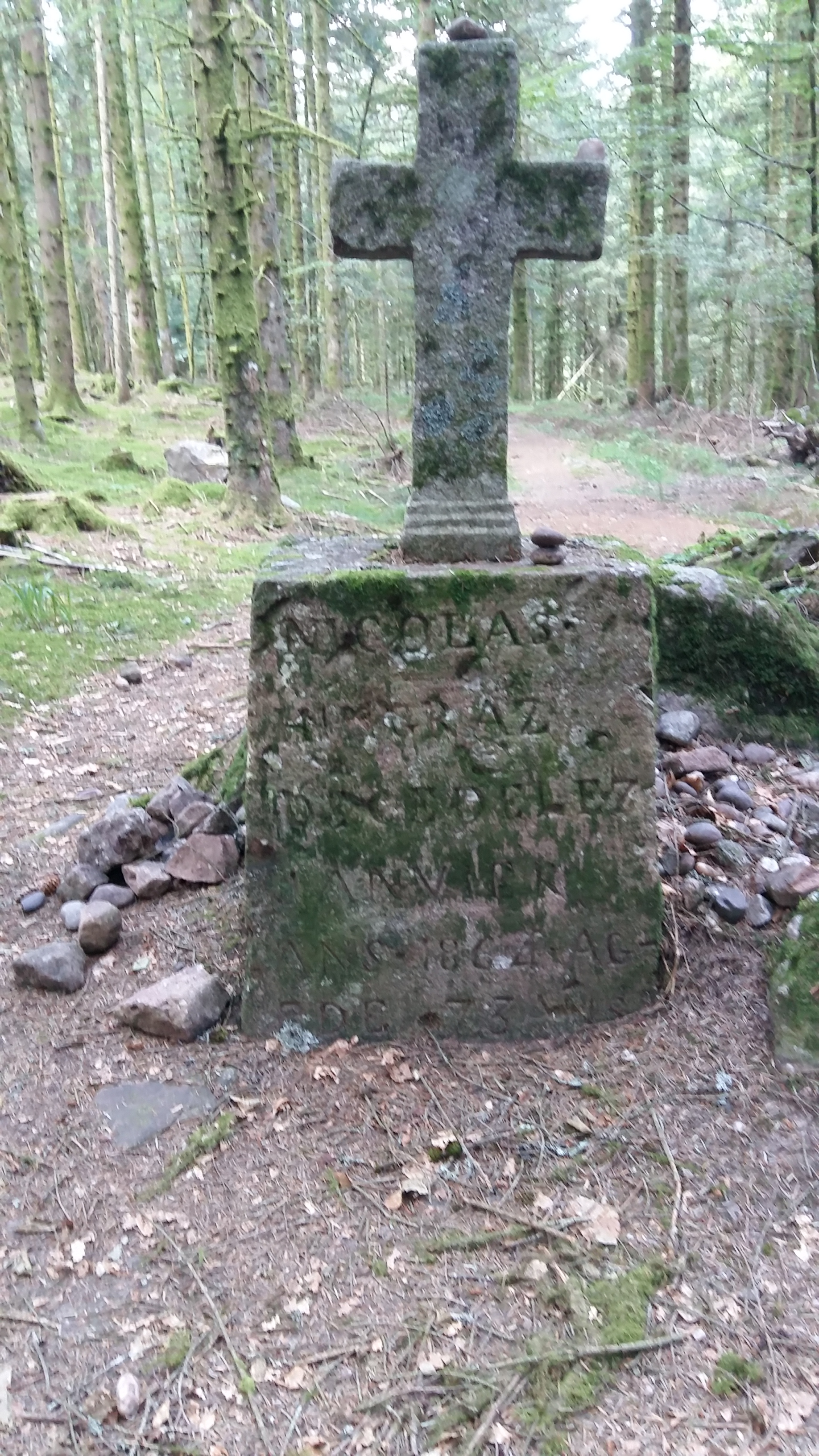
Croix Saint-Nicolas en bordure de la tourbière des Charmes.
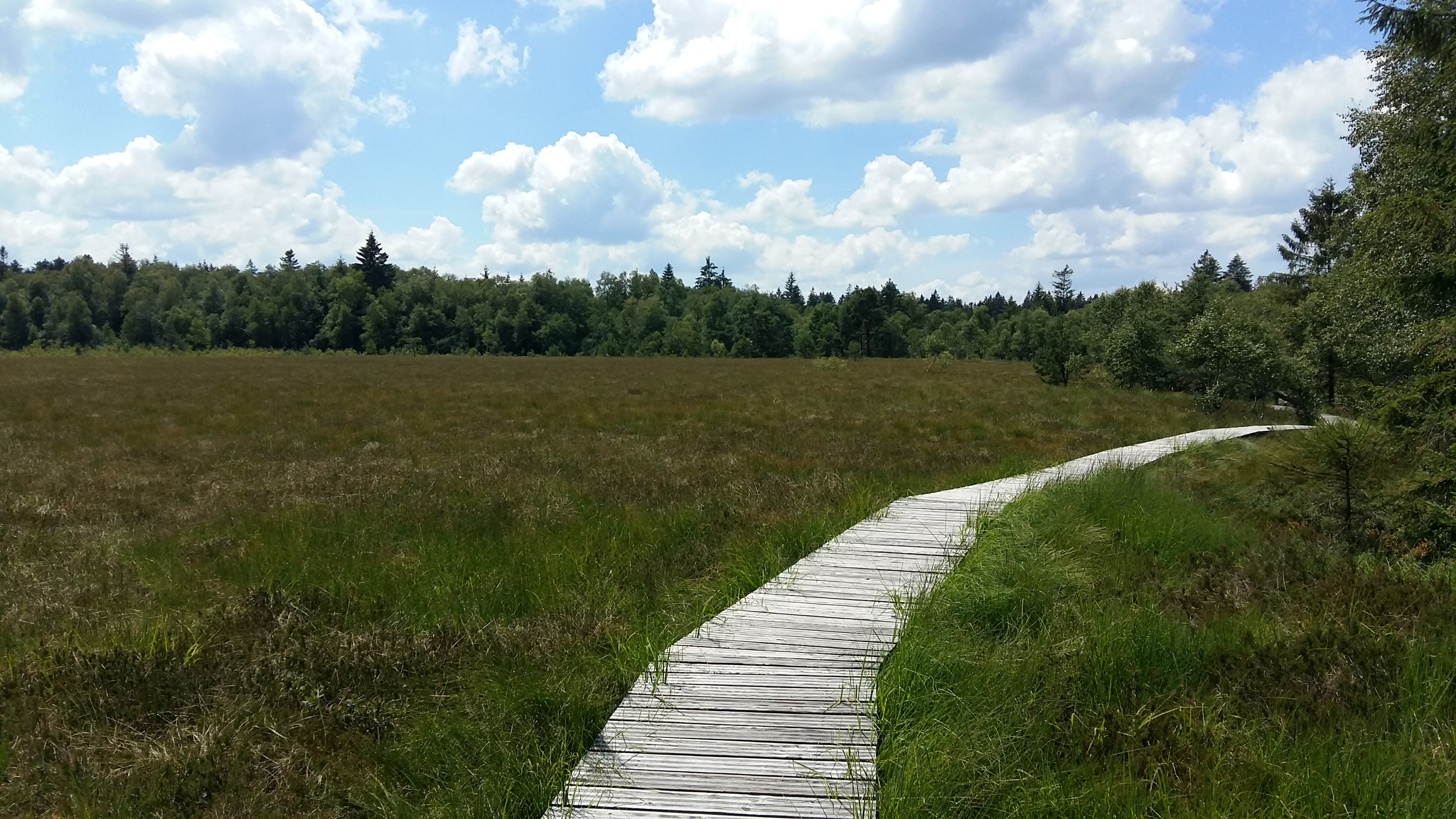
Tourbière des Charmes au-dessus du col de Xiard.

## Histoire
Le col de Xiard était situé sur la route historique qui reliait les deux abbayes impériales influentes de chaque côté de la ligne des crêtes vosgiennes pendant des siècles, l’abbaye de Remiremont et l’abbaye de Munster. L’une et l’autre possédaient de nombreuses terres en totalité ou en partie avec d’autres comparsonniers comme le duc de Lorraine. Il y avait d’ailleurs un péage ou tonlieu d’altitude au lieu-dit « Xard le Coucou » juste avant le col de Morbieux dont l’abbesse impériale de Remiremont et le duc de Lorraine se partageaient les revenus pour moitié chacun. La route était essentiellement fréquentée par les colporteurs et les marchands, accessoirement les officiers et les représentants des seigneuries locales.
La forte concentration de l’appellatif toponymique « pré » indique que les pâturages en pleine forêt montaient autrefois plus haut que les terres défrichées en fond de vallée (Pré Fautrot, Pré Briot, le Beau Pré. Les conditions topographiques et météorologiques n’ont néanmoins pas été favorables à des essartages aussi hauts que sur le versant oriental légèrement plus à l’abri que sur le versant occidental. Il s’agit d’un usage toponymique local très dynamique dans la vallée. Le pré signifie ici la ferme et le terrain défriché sur lequel elle se situe de plain-pied selon les usages introduits dans l’Ancien Régime en Lorraine : Pré Navé, Pré Arnette, Pré Noël, Pré Grandemange ou Rocé Pré, Hanaupré par exemple. L’acensement provoque de nombreuses enclaves dans la forêt avec des prés boisés, des essarts ou fouillies à mi-pente et des prés de fauche en bas de pente. Chaque versant du col illustre les vagues de défrichements en Lorraine ducale qui ont pris des formes des spécifiques comme les acensements, les arrentements, les fouillies et les essarts.
L’histoire économique du col se limite pratiquement à l’exploitation forestière due à la présence de sapinières qui alimentèrent le flottage du bois dans la vallée de la Moselotte dès le XVIe siècle, l’un des foyers de flottage et de sciage du massif vosgien avec la vallée de la Meurthe et la vallée de la Sarre. L’un des trois ports de bois flotté avec ses quais se situe en contrebas du col de Xiard à Zainvillers. La scierie se trouvait en amont de Zainvillers à Thiéfosse où débouche la route du col. Il fallait transporter le bois par voie de terre jusqu’aux rives de la Moselotte, elle-même flottable par train de planches que par le truchement de nombreux barrages et écluses augmentant le débit de la rivière pour le passage des voiles. La plupart des familles de flotteurs sont originaires du ban de Vagney. Ils sont le plus souvent locataires des scieries qui jalonnent la rivière sur moins de 30 km. À la fin XVIIe siècle, c’est également dans cette vallée que les bois de mâture pour les chantiers navals de la Normandie seront coupés et acheminés par flottage.